# Schaal Sels 2005
La Schaal Sels 2005, ottantesima edizione della corsa, valida come evento dell'UCI Europe Tour 2005 categoria 1.1, si svolse il 30 agosto 2005 su un percorso di 198,4 km. Fu vinta dal polacco Marcin Sapa, che terminò la gara in 4h26'09" alla media di 44,72 km/h.
Dei 167 ciclisti alla partenza furono 82 a portare a termine il percorso.

## Ordine d'arrivo (Top 10)
| Pos. | Corridore          | Squadra      | Tempo    |
| ---- | ------------------ | ------------ | -------- |
| 1    | Marcin Sapa        | Knauf Team   | 4h26'09" |
| 2    | Geert Omloop       | Mr Bookmaker | s.t.     |
| 3    | Dennis Haueisen    | RSH          | s.t.     |
| 4    | Maarten den Bakker | Rabobank     | s.t.     |
| 5    | Sebastian Siedler  | Wiesenhof    | a 33"    |
| 6    | Stefan van Dijk    | Mr Bookmaker | a 51"    |
| 7    | Frédéric Amorison  | Davitamon    | s.t.     |
| 8    | Marc Wauters       | Rabobank     | a 58"    |
| 9    | Rory Sutherland    | Rabobank     | a 1'12"  |
| 10   | Nick Ingels        | Bodysol      | a 1'15"  |